# Bärbel Holzheuer-Rothensteiner
Bärbel Holzheuer-Rothensteiner (* 10. Oktober 1948 in Berlin) ist eine deutsche Politikerin (Die Linke). Sie war von 1998 bis 2011 Mitglied des Berliner Abgeordnetenhauses.

## Biografie
Bärbel Holzheuer-Rothensteiner absolvierte nach dem Hauptschulabschluss zunächst eine Ausbildung zur Betriebs- und Verkehrsfacharbeiterin bei der Deutschen Reichsbahn. Sie bildete sich dann zur Fremdsprachenkorrespondentin fort. Nach dem Wirtschaftsabitur auf dem zweiten Bildungsweg studierte sie Betriebswirtschaft an der Fachhochschule für Wirtschaft in Berlin mit dem Abschluss Diplom 1980. Anschließend studierte sie bis 1986 Soziologie und Politikwissenschaften an der Freien Universität Berlin. Sie war daraufhin beruflich in Marketing, Vertrieb und Organisation in den Bereichen Touristik, Verlagswesen und Software tätig.

## Politik
Holzheuer-Rothensteiner gehörte von 1976 bis 1990 der SEW an, seit 2001 ist sie Mitglied der PDS und damit seit deren Gründung in der Partei Die Linke.
Sie rückte am 20. Juni 1998 für den ausgeschiedenen Thomas Flierl in das Berliner Abgeordnetenhaus nach und war von 1999 bis 2011 direkt gewählte Abgeordnete im Wahlkreis Marzahn-Hellersdorf 3. Zuletzt war sie verbraucherschutzpolitische Sprecherin ihrer Fraktion.